# 6 Horas de Silverstone 2016
Las 6 Horas de Silverstone 2016 fue un evento de carreras deportivas de resistencia celebrado en el Circuito de Silverstone cerca de Silverstone, Inglaterra los días 15-17 de abril de 2016. El evento sirvió como la ronda de apertura de la Temporada 2016 del Campeonato Mundial de Resistencia de la FIA. La carrera fue ganada por el Porsche 919 Hybrid No. 2 ingresado por Porsche Team.

## Clasificación
Los ganadores de las poles en cada clase están marcados en negrita.
| Pos | Clase     | Equipo                           | Tiempo   | Grilla |
| --- | --------- | -------------------------------- | -------- | ------ |
| 1   | LMP1      | No. 7 Audi Sport Team Joest      | 1:53.204 | 1      |
| 2   | LMP1      | No. 8 Audi Sport Team Joest      | 1:53.308 | 2      |
| 3   | LMP1      | No. 1 Porsche Team               | 1:54.150 | 3      |
| 4   | LMP1      | No. 2 Porsche Team               | 1:54.266 | 4      |
| 5   | LMP1      | No. 6 Toyota Racing              | 1:58.200 | 5      |
| 6   | LMP1      | No. 5 Toyota Racing              | 2:00.109 | 6      |
| 7   | LMP1      | No. 4 Bykolles Racing Team       | 2:08.322 | 7      |
| 8   | LMP2      | No. 26 G-Drive Racing            | 2:08.479 | 8      |
| 9   | LMP2      | No. 31 Extreme Speed Motorsports | 2:09.632 | 9      |
| 10  | LMP2      | No. 43 RGR Sport by Morand       | 2:10.295 | 10     |
| 11  | LMP2      | No. 27 SMP Racing                | 2:10.627 | 11     |
| 12  | LMP2      | No. 37 SMP Racing                | 2:11.023 | 12     |
| 13  | LMP2      | No. 45 Manor                     | 2:11.893 | 13     |
| 14  | LMP2      | No. 36 Signatech Alpine          | 2:12.221 | 14     |
| 15  | LMGTE Pro | No. 71 AF Corse                  | 2:12.440 | 15     |
| 16  | LMP2      | No. 44 Manor                     | 2:13.105 | 16     |
| 17  | LMP2      | No. 42 Strakka Racing            | 2:13.729 | 17     |
| 18  | LMGTE Pro | No. 77 Dempsey-Proton Racing     | 2:13.822 | 18     |
| 19  | LMGTE Pro | No. 66 Ford Chip Ganassi Team UK | 2:14.475 | 19     |
| 20  | LMP2      | No. 35 Baxi DC Racing Alpine     | 2:14.863 | 20     |
| 21  | LMGTE Am  | No. 88 Abu Dhabi-Proton Racing   | 2:15.102 | 21     |
| 22  | LMGTE Pro | No. 67 Ford Chip Ganassi Team UK | 2:17.367 | 22     |
| 23  | LMGTE Am  | No. 78 KCMG                      | 2:17.399 | 23     |
| 24  | LMGTE Am  | No. 50 Larbre Compétition        | 2:02.937 | 24     |
| 25  | LMGTE Am  | No. 86 Gulf Racing               | 2:19.084 | 25     |
| 26  | LMGTE Am  | No. 83 AF Corse                  | 2:20.131 | 26     |
| 27  | LMP2      | No. 30 Extreme Speed Motorsports | 2:20.410 | 27     |
| 28  | LMGTE Pro | No. 97 Aston Martin Racing       | 2:21.091 | 28     |
| 29  | LMGTE Pro | No. 95 Aston Martin Racing       | 2:22.252 | 29     |
| 30  | LMGTE Am  | No. 98 Aston Martin Racing       | 2:23.005 | 30     |
| 31  | LMP1      | No. 12 Rebellion Racing          | 2:08.322 | 31     |
| 32  | LMGTE Pro | No. 51 AF Corse                  | 2:11.589 | 32     |
| 33  | LMP1      | No. 13 Rebellion Racing          | No Time  | 33     |

## Carrera
Resultados por clase
| Pos. general | Pos. clase | Clase     | N.° | Escudería                 | Pilotos                                                  | Automóvil                 | Vueltas | Tiempo/Retirado | Campeonato | Campeonato |
| Pos. general | Pos. clase | Clase     | N.° | Escudería                 | Pilotos                                                  | Automóvil                 | Vueltas | Tiempo/Retirado | Pos.       | Puntos     |
| LMP          | LMP        | LMP       | LMP | LMP                       | LMP                                                      | LMP                       | LMP     | LMP             | LMP        | LMP        |
| ------------ | ---------- | --------- | --- | ------------------------- | -------------------------------------------------------- | ------------------------- | ------- | --------------- | ---------- | ---------- |
| 1            | 1          | LMP1      | 2   | Porsche Team              | Romain Dumas Neel Jani Marc Lieb                         | Porsche 919 Hybrid        | 194     | 6:01:53.028     | 1          | 25         |
| 2            | 2          | LMP1      | 6   | Toyota Gazoo Racing       | Stéphane Sarrazin Mike Conway Kamui Kobayashi            | Toyota TS050 Hybrid       | 193     | +1 vuelta       | 2          | 18         |
| 3            | 3          | LMP1      | 13  | Rebellion Racing          | Mathéo Tuscher Dominik Kraihamer Alexandre Imperatori    | Rebellion R-One-AER       | 183     | +11 vueltas     | 3          | 15         |
| 4            | 4          | LMP1      | 12  | Rebellion Racing          | Nicolas Prost Nelson Piquet, Jr. Nick Heidfeld           | Rebellion R-One-AER       | 181     | +13 vueltas     | 4          | 12         |
| 5            | 1          | LMP2      | 43  | RGR Sport by Morand       | Ricardo González Filipe Albuquerque Bruno Senna          | Ligier JS P2-Nissan       | 179     | +15 vueltas     | 5          | 10         |
| 6            | 2          | LMP2      | 31  | Extreme Speed Motorsports | Ryan Dalziel Pipo Derani Chris Cumming                   | Ligier JS P2-Nissan       | 179     | +15 vueltas     | 6          | 8          |
| 7            | 3          | LMP2      | 26  | G-Drive Racing            | Roman Rusinov Nathanaël Berthon René Rast                | Oreca 05-Nissan           | 179     | +15 vueltas     | 7          | 6          |
| 8            | 4          | LMP2      | 36  | Signatech Alpine          | Gustavo Menezes Nicolas Lapierre Stéphane Richelmi       | Alpine A460-Nissan        | 178     | +16 vueltas     | 8          | 4          |
| 9            | 5          | LMP2      | 42  | Strakka Racing            | Nick Leventis Danny Watts Jonny Kane                     | Gibson 015S-Nissan        | 177     | +17 vueltas     | 9          | 2          |
| 10           | 6          | LMP2      | 45  | Manor                     | Matt Rao Richard Bradley Roberto Merhi                   | Oreca 05-Nissan           | 177     | +17 vueltas     | 10         | 1          |
| 11           | 7          | LMP2      | 35  | Baxi DC Racing Alpine     | David Cheng Ho-Pin Tung Nelson Panciatici                | Alpine A460-Nissan        | 176     | +18 vueltas     | 11         | 0.5        |
| 12           | 8          | LMP2      | 37  | SMP Racing                | Vitaly Petrov Kirill Ladygin Viktor Shaytar              | BR01-Nissan               | 176     | +18 vueltas     | 12         | 0.5        |
| 13           | 9          | LMP2      | 30  | Extreme Speed Motorsports | Scott Sharp Ed Brown Johannes van Overbeek               | Ligier JS P2-Nissan       | 175     | +19 vueltas     | 13         | 0.5        |
| 14           | 5          | LMP1      | 4   | ByKolles Racing Team      | Simon Trummer Oliver Webb James Rossiter                 | CLM P1/01-AER             | 172     | +22 vueltas     | 14         | 0.5        |
| 15           | 10         | LMP2      | 27  | SMP Racing                | Nicolas Minassian Maurizio Mediani                       | BR01-Nissan               | 171     | +23 vueltas     | 15         | 0.5        |
| 16           | 6          | LMP1      | 5   | Toyota Gazoo Racing       | Anthony Davidson Sébastien Buemi Kazuki Nakajima         | Toyota TS050 Hybrid       | 170     | +24 vueltas     | 16         | 0.5        |
| Ret          | Ret        | LMP2      | 44  | Manor                     | Tor Graves Will Stevens James Jakes                      | Oreca 05-Nissan           | 129     | Retirado        | Ret        | Ret        |
| Ret          | Ret        | LMP1      | 1   | Porsche Team              | Timo Bernhard Mark Webber Brendon Hartley                | Porsche 919 Hybrid        | 70      | Retirado        | Ret        | Ret        |
| Ret          | Ret        | LMP1      | 8   | Audi Sport Team Joest     | Lucas Di Grassi Loïc Duval Oliver Jarvis                 | Audi R18                  | 69      | Retirado        | Ret        | Ret        |
| EX           | EX         | LMP1      | 7   | Audi Sport Team Joest     | Marcel Fässler André Lotterer Benoît Tréluyer            | Audi R18                  | 194     | Excluido        | Ret        | Ret        |
| LMP2         |            |           |     |                           |                                                          |                           |         |                 |            |            |
| 5            | 1          | LMP2      | 43  | RGR Sport by Morand       | Ricardo González Filipe Albuquerque Bruno Senna          | Ligier JS P2-Nissan       | 179     | 6:02:08.750     | 1          | 25         |
| 6            | 2          | LMP2      | 31  | Extreme Speed Motorsports | Ryan Dalziel Pipo Derani Chris Cumming                   | Ligier JS P2-Nissan       | 179     | +32.054         | 2          | 18         |
| 7            | 3          | LMP2      | 26  | G-Drive Racing            | Roman Rusinov Nathanaël Berthon René Rast                | Oreca 05-Nissan           | 179     | +41.918         | 3          | 15         |
| 8            | 4          | LMP2      | 36  | Signatech Alpine          | Gustavo Menezes Nicolas Lapierre Stéphane Richelmi       | Alpine A460-Nissan        | 178     | +1 vuelta       | 4          | 12         |
| 9            | 5          | LMP2      | 42  | Strakka Racing            | Nick Leventis Danny Watts Jonny Kane                     | Gibson 015S-Nissan        | 177     | +2 vueltas      | 5          | 10         |
| 10           | 6          | LMP2      | 45  | Manor                     | Matt Rao Richard Bradley Roberto Merhi                   | Oreca 05-Nissan           | 177     | +2 vueltas      | 6          | 8          |
| 11           | 7          | LMP2      | 35  | Baxi DC Racing Alpine     | David Cheng Ho-Pin Tung Nelson Panciatici                | Alpine A460-Nissan        | 176     | +3 vueltas      | 7          | 6          |
| 12           | 8          | LMP2      | 37  | SMP Racing                | Vitaly Petrov Kirill Ladygin Viktor Shaytar              | BR01-Nissan               | 176     | +3 vueltas      | 8          | 4          |
| 13           | 9          | LMP2      | 30  | Extreme Speed Motorsports | Scott Sharp Ed Brown Johannes van Overbeek               | Ligier JS P2-Nissan       | 175     | +4 vueltas      | 9          | 2          |
| 15           | 10         | LMP2      | 27  | SMP Racing                | Nicolas Minassian Maurizio Mediani                       | BR01-Nissan               | 171     | +8 vueltas      | 10         | 1          |
| Ret          | Ret        | LMP2      | 44  | Manor                     | Tor Graves Will Stevens James Jakes                      | Oreca 05-Nissan           | 129     | Retirado        | Ret        | Ret        |
| LMGTE        |            |           |     |                           |                                                          |                           |         |                 |            |            |
| Pos. general | Pos. clase | Clase     | N.° | Escudería                 | Pilotos                                                  | Automóvil                 | Vueltas | Tiempo/Retirado | Campeonato | Campeonato |
| Pos. general | Pos. clase | Clase     | N.° | Escudería                 | Pilotos                                                  | Automóvil                 | Vueltas | Tiempo/Retirado | Pos.       | Puntos     |
| 17           | 1          | LMGTE Pro | 71  | AF Corse                  | Davide Rigon Sam Bird                                    | Ferrari 488 GTE           | 167     | 6:02:16.062     | 1          | 25         |
| 18           | 2          | LMGTE Pro | 51  | AF Corse                  | Gianmaria Bruni James Calado                             | Ferrari 488 GTE           | 166     | +1 vuelta       | 2          | 18         |
| 19           | 3          | LMGTE Pro | 95  | Aston Martin Racing       | Nicki Thiim Marco Sørensen Darren Turner                 | Aston Martin Vantage V8   | 166     | +1 vuelta       | 3          | 15         |
| 20           | 4          | LMGTE Pro | 67  | Ford Chip Ganassi Team UK | Marino Franchitti Andy Priaulx Harry Tincknell           | Ford GT                   | 165     | +2 vueltas      | 4          | 12         |
| 21           | 5          | LMGTE Pro | 66  | Ford Chip Ganassi Team UK | Billy Johnson Stefan Mücke Olivier Pla                   | Ford GT                   | 165     | +2 vueltas      | 5          | 10         |
| 22           | 1          | LMGTE Am  | 83  | AF Corse                  | François Perrodo Emmanuel Collard Rui Águas              | Ferrari F458 Italia       | 163     | +4 vueltas      | 6          | 8          |
| 23           | 2          | LMGTE Am  | 98  | Aston Martin Racing       | Paul Dalla Lana Pedro Lamy Mathias Lauda                 | Aston Martin Vantage V8   | 162     | +5 vueltas      | 7          | 6          |
| 24           | 3          | LMGTE Am  | 50  | Larbre Compétition        | Yutaka Yamagishi Pierre Ragues Paolo Ruberti             | Chevrolet Corvette C7-Z06 | 161     | +6 vueltas      | 8          | 4          |
| 25           | 6          | LMGTE Pro | 77  | Dempsey-Proton Racing     | Richard Lietz Michael Christensen                        | Porsche 911 RSR (2016)    | 154     | +13 vueltas     | 9          | 2          |
| 26           | 4          | LMGTE Am  | 78  | KCMG                      | Christian Ried Wolf Henzler Joël Camathias               | Porsche 911 RSR           | 154     | +13 vueltas     | 10         | 1          |
| 27           | 5          | LMGTE Am  | 88  | Abu Dhabi-Proton Racing   | Khaled Al Qubaisi David Heinemeier Hansson Klaus Bachler | Porsche 911 RSR           | 153     | +14 vueltas     | 11         | 0.5        |
| Ret          | Ret        | LMGTE Pro | 97  | Aston Martin Racing       | Richie Stanaway Fernando Rees                            | Aston Martin Vantage V8   | 151     | Retirado        | Ret        | Ret        |
| Ret          | Ret        | LMGTE Am  | 86  | Gulf Racing               | Michael Wainwright Adam Carroll Ben Barker               | Porsche 911 RSR           | 56      | Retirado        | Ret        | Ret        |
| LMGTE Am     |            |           |     |                           |                                                          |                           |         |                 |            |            |
| 22           | 1          | LMGTE Am  | 83  | AF Corse                  | François Perrodo Emmanuel Collard Rui Águas              | Ferrari F458 Italia       | 163     | 6:02:09.837     | 1          | 25         |
| 23           | 2          | LMGTE Am  | 98  | Aston Martin Racing       | Paul Dalla Lana Pedro Lamy Mathias Lauda                 | Aston Martin Vantage V8   | 162     | +1 vuelta       | 2          | 18         |
| 24           | 3          | LMGTE Am  | 50  | Larbre Compétition        | Yutaka Yamagishi Pierre Ragues Paolo Ruberti             | Chevrolet Corvette C7-Z06 | 161     | +2 vueltas      | 3          | 15         |
| 26           | 4          | LMGTE Am  | 78  | KCMG                      | Christian Ried Wolf Henzler Joël Camathias               | Porsche 911 RSR           | 154     | +9 vueltas      | 4          | 12         |
| 27           | 5          | LMGTE Am  | 88  | Abu Dhabi-Proton Racing   | Khaled Al Qubaisi David Heinemeier Hansson Klaus Bachler | Porsche 911 RSR           | 153     | +10 vueltas     | 5          | 10         |
| Ret          | Ret        | LMGTE Am  | 86  | Gulf Racing               | Michael Wainwright Adam Carroll Ben Barker               | Porsche 911 RSR           | 56      | Retirado        | Ret        | Ret        |

Fuentes: FIA WEC.